# Minhal Baig
Minhal Baig is een Amerikaans filmregisseur, filmproducent en scenarioschrijver van Pakistaanse afkomst.

## Biografie

### Jonge jaren
Minhal Baig is geboren en getogen in Roger's Park, Chicago, samen met haar broer en zus. Haar ouders zijn van Pakistaanse afkomst. Ze ging naar de middelbare school Northside College Prep en bracht haar jonge jaren door met het kijken naar Bollywoodfilms in de plaatselijke bioscoop. Ze verhuisde in 2017 naar Los Angeles om haar carrière verder te zetten in het schrijven en maken van films.

### Carrière
Haar eerste speelfilm 1 Night ging op 14 oktober 2016 in première op het filmfestival van Austin en ontving geen erg goede kritieken. Nadat ze naar Los Angeles was verhuisd, worstelde ze anderhalf jaar met het vinden van een regisseursbaan als gekleurde vrouw. Ze nam deel aan een diversiteitsprogramma via de HALF-stichting van Ryan Murphy, waar ze een goedkeuring ontving voor lidmaatschap van de Directors Guild of America. Gedurende deze tijd was ze bezig met de montage van haar eerste speelfilm Hala, gebaseerd op een korte film die ze in 2016 had uitgebracht. Hala is geen autobiografie, maar Baig putte uit haar levenservaringen voor de thema's van de film. Er werd gefilmd in de wijk Rogers Park in Chicago, vlakbij waar Baig opgroeide en sommige scènes zijn opgenomen op het Northside College Prep, waar ze les volgde. Na de première van Hala op het Sundance Film Festival in 2019 ontving ze een aanbod van Apple TV+ om de film uit te brengen op hun nieuwe streamingdienst waar hij in november 2019 eerst voor een beperkte periode van twee weken werd uitgebracht en op 6 december 2019 volledig werd uitgebracht.
Baig werkte ook voor televisie en schreef voor het eerste seizoen van de Hulu-televisieshow Ramy, evenals voor het laatste seizoen van BoJack Horseman. In 2021 tekende ze een algemene deal met Amazon Studios.
In 2023 regisseerde, produceerde en schreef Baig We Grown Now, die in september 2023 in wereldpremière ging op het Internationaal filmfestival van Toronto.

## Filmografie
| Jaar | Film            | Bijdragen | Bijdragen | Bijdragen | Opmerkingen                   |
| Jaar | Film            | Regie     | Scenario  | Productie | Opmerkingen                   |
| ---- | --------------- | --------- | --------- | --------- | ----------------------------- |
| 2023 | We Grown Now    | Afgevinkt | Afgevinkt | Afgevinkt | Speelfilm                     |
| 2019 | BoJack Horseman |           | Afgevinkt |           | Animatieserie (1 aflevering)  |
| 2019 | Ramy            |           | Afgevinkt |           | Televisieserie (1 aflevering) |
| 2019 | Hala            | Afgevinkt | Afgevinkt | Afgevinkt | Speelfilm                     |
| 2017 | Pretext         | Afgevinkt | Afgevinkt |           | Korte film                    |
| 2017 | After Sophie    | Afgevinkt | Afgevinkt |           | Korte film                    |
| 2016 | 1 Night         | Afgevinkt | Afgevinkt |           | Speelfilm                     |
| 2016 | Hala            | Afgevinkt | Afgevinkt |           | Korte film                    |

## Prijzen en nominaties
De belangrijkste:
| Jaar | Prijs                                   | Categorie                                | Film         | Uitslag     |
| ---- | --------------------------------------- | ---------------------------------------- | ------------ | ----------- |
| 2024 | Film Independent Spirit Awards          | Beste film                               | We Grown Now | Genomineerd |
| 2023 | Internationaal filmfestival van Chicago | Best U.S. Feature                        | We Grown Now | Gewonnen    |
| 2023 | Internationaal filmfestival van Chicago | City & State Award                       | We Grown Now | Gewonnen    |
| 2019 | Sundance Film Festival                  | Grand Jury Prize US Dramatic Competition | Hala         | Genomineerd |